# Eugenio Suárez Gómez
Eugenio Suárez Gómez (Daimiel, 10 de mayo de 1919 - Avilés, 30 de diciembre de 2014) fue un periodista, empresario y escritor español. Fue el fundador y primer director del semanario El Caso. Su ideología en el término de su vida fue claramente franquista.

## Biografía
Nació en 1919 en Daimiel (Ciudad Real), donde su padre ejercía de médico. Poco después su familia se trasladó a Madrid, ciudad en la que él estudió en el Colegio Nuestra Señora del Pilar. Se afilió a Falange Española y durante la Guerra Civil Española colaboró con los diarios El Diario Vasco y F.E., así como con la revista Fotos y el semanario humorístico La Ametralladora. Posteriormente formó parte de la redacción del diario católico Ya. 
En 1943, con apenas 24 años, fue enviado como corresponsal en Hungría, durante dos años cruciales de la Segunda Guerra Mundial y donde pudo comprobar la barbarie nazi, además de ser testigo de la ayuda humanitaria prestada por el funcionario español Ángel Sanz Briz. Esta experiencia se vería reflejada en su libro Corresponsal en Budapest, publicado en 1946. De vuelta en Madrid, fue redactor-jefe del semanario Tajo y redactor de Radio Nacional de España. En 1952 fundó y dirigió El Caso, semanario especializado en noticias de sucesos que llegó a tener una tirada de 400.000 ejemplares. Además fue corresponsal en Madrid de la revista Paris Match y en 1956 fundó Sábado Gráfico, semanario que empezó como revista del corazón y acabó como revista general de actualidad, desaparecido en 1983. Entre 1957 y 1964 dirigió la Agencia Jordán. Otra de sus creaciones fue El Cocodrilo, publicación humorística aparecida en mayo de 1984 y desaparecida en 1986. 
Fue vicepresidente de la sección española de la Asociación de Periodistas Europeos y recibió, entre otros, el Premio Luca de Tena (1983), Premio González-Ruano (1994) y el Premio Rodríguez Santamaría (2003), otorgado por la Asociación de la Prensa de Madrid. Residió en Salinas (Asturias) y falleció el 30 de diciembre de 2014 en el Hospital San Agustín de Avilés a los 95 años.

## Obras
- Corresponsal en Budapest, Ediciones Aspas (1946). Reeditado en 2007 por la Fundación Mapfre.
- El Caso cerrado: Memorias de un antifranquista arrepentido, Editorial Oberón (2005)